# Sebastián de Albero
Pour les articles homonymes, voir Albero.
Sebastián de Albero (Roncal, 10 juin 1722 – Madrid, 30 mars 1756) est un claveciniste espagnol, premier organiste de la Chapelle royale de Madrid entre 1748 et 1756 et musicien de chambre du roi Ferdinand VI. On conserve trente sonates pour le clavecin, publiées à Madrid en 1978, avec d'autres œuvres tripartites (Ricercare, fugue et sonate) pour clavier.

## Biographie
Sebastián de Albero est admis en 1734, au sein du chœur d'enfants de la Cathédrale de Pampelune, à un âge tardif, ce qui fait supposer une formation musicale antérieure. Il y reste jusqu'en 1739 pour élargir ses connaissances avec le maître de chapelle de la cathédrale, Miguel Valls et son successeur, Andrés de Escáregui et approfondir l'étude de la musique pour clavier et la composition. 
La mention suivante est de l'année 1746, lorsqu'il obtient le poste d'organiste de la Chapelle royale de Madrid. Il doit y fournir de la musique pour le roi Ferdinand VI, à qui il consacre ses Œuvres pour le clavicorde et le piano. Il y découvre de grands compositeurs, tels que José de Nebra ainsi que Domenico Scarlatti — qu'il côtoie pendant une période d'au moins huit ans —,  ce dernier étant professeur de musique de l'épouse de Fernando VI : Maria Barbara de Braganza.
Sebastián de Albero meurt à l'âge de 33 ans, ne laissant que peu, mais d'excellentes œuvres pour le clavier qui représentent un des sommets de l'école espagnole du clavier du XVIIIe siècle. Selon la claveciniste Genoveva Gálvez, les sonates de Sebastián de Albero montrent une mélancolie qui permet d'anticiper l'œuvre de Chopin, et se caractérisent comme un précurseur du style mélancolique ou sentimental.

## Œuvre
Dans ses œuvres on peut identifier des influences françaises, notamment dans ses ricercare. Ces traits étaient peut-être dus à son étape en Navarre, où l'influence de la musique du pays voisin était forte. Cependant, la nature de son œuvre pour le clavier est typiquement de style espagnol, avec des changements de mode fréquents, de rythme et de constantes modulations très incisives.
L'œuvre est conservée dans deux manuscrits :
- Treinta sonatas para clavicordio, conservé à la Biblioteca Marciana de Venise (I-Vnm It. IV 197b/9768). Probablement donné au castrat Farinelli lorsqu'il quitte l'Espagne en 1759[1]. Ici l'invention harmonique est audacieuse, avec des changements continus du mode majeur au mode mineur. Sont également observés la présence d'éléments appartenant aux échelles phrygiennes, de même que des sauts brusques vers une autre tonalité, éléments communs à toute la musique espagnole pour clavier du siècle, et peut-être le reflet des goûts de la famille royale, car ils apparaissent également dans les sonates de Domenico Scarlatti[2].
- Obras, para clavicordio, o piano-forte, conservé à la bibliothèque du Conservatoire de Madrid (E-Mc 4/1727(2)). Il s'agit de dix-huit œuvres arrangées en six groupes de structure tripartite : ricercare, fugue et sonate, et la première sans doute qui indique dans le titre l'usage du piano-forte[1]. Le manuscrit est copié entre 1746 et 1756 et dédié au roi Ferdinand VI[1].

## Éditions modernes
- Venise : Treinta sonatas para clavicordio, éd. Genoveva Gálvez, préface de Macario Santiago Kastner. Madrid, Unión Musical Española, 1978 (OCLC 6872503)
- Madrid : Nueva biblioteca española de música de teclado de los siglos XVI al XVIII (vols. i, ii, iv–vi, éd. Antonio Baciero) Madrid, Unión Musical Española, 1977–1980 (OCLC 435821000 et 435718450)

## Discographie
- Sonates 11-12 et 16-17 - Genoveva Gálvez, clavecin Louis van Emmerik (1984), d'après J. Dulken (1745) (20-21 octobre 1984, Ensayo ENY-CD-3422)
- Sonatas para clavicordio - Joseph Payne, clavecin (1993, BIS) (OCLC 602674178 et 811239128)
- 30 sonates pour clavier - Laure Colladant, sur pianoforte Johannes Carda, d'après Anton Walter, Vienne 1790 (1993/1994, 2CD Mandala MAN 4841/42) (OCLC 773076963)
- Treinta sonatas para clavicordio - Anikó Horváth, clavecin (23-25 novembre 1995, Hungaroton) (OCLC 811244836)
- Variaciones del fandango español : Deux ricercare, fugues et sonates (en ré et sol) - Andreas Staier, clavecin (juin 1998, Teldec) (OCLC 41489359)
- Six recercatas, fugues et sonates - Alejandro Casal, clavecin Ugo Casiglia, copie d'un instrument de Joachim José Antunes, Lisbonne (6-8 août/10-12 novembre 2014, 2CD Brilliant Classics 95187) (OCLC 946046605)
- Sonatas para clavicordio I à XV -Mario Raskin, clavecin Kroll 1776, enregistré au château de Villarceaux en juin 2020. 1 CD Pierre Verany.
- Sonatas para clavicordio XVI à XXX -Mario Raskin, clavecin Kroll 1776, enregistré au château de Villarceaux en 2022. 1 CD Pierre Verany.